# Tréziers
Tréziers ist eine französische Gemeinde mit 100 Einwohnern (Stand: 1. Januar 2022) im Département Aude in der Region Okzitanien (vor 2016 Languedoc-Roussillon). Sie gehört zum Arrondissement Limoux und zum Kanton La Haute-Vallée de l’Aude. 
Nachbargemeinden sind Val de Lambronne im Norden, Corbières im Osten, Lagarde im Südwesten sowie Moulin-Neuf im Nordwesten.

## Bevölkerungsentwicklung
| Jahr      | 1962 | 1968 | 1975 | 1982 | 1990 | 1999 | 2006 | 2019 |
| --------- | ---- | ---- | ---- | ---- | ---- | ---- | ---- | ---- |
| Einwohner | 75   | 54   | 51   | 67   | 68   | 84   | 94   | 103  |